# Ana Vela Rubio
Ana María Vela Rubio (* 29. Oktober 1901 in Puente Genil; † 15. Dezember 2017 in Barcelona) war eine spanische Supercentenarian und Altersrekordlerin. Sie ist nach Maria Branyas Morera die zweitälteste spanische Person, die jemals gelebt hat und zudem die älteste jemals in Spanien geborene Person. Außerdem war sie 2017 für einige Monate die älteste lebende Person in Europa. Zum Zeitpunkt ihres Todes war sie weltweit die drittälteste lebende Person.

## Leben
Ana María Vela Rubio wurde in Puente Genil geboren, einer Gemeinde in Andalusien. Sie war ein Waisenkind und hatte sechs Geschwister, doch nur zwei davon überlebten ihre Kindheit. Ihre Mutter starb 1916. Vela Rubio floh später nach Málaga und arbeitete dort als Schneiderin. Dort lernte sie außerdem ihren Partner Antonio Padrón Valderrama kennen, mit dem sie vier Kinder hatte: Ana, Antonio, Carmelita und Juan. Da ihre Eltern nicht mit der Beziehung einverstanden waren. hatten die beiden nie geheiratet. Die Tochter Carmelita starb bereits im Alter von 10 Jahren, während die beiden Söhne Antonio und Juan mit 82 und 86 relativ hohe Alter erreicht haben. Ana, die älteste Tochter, überlebte als einziges Kind ihre gleichnamige Mutter.
1950 zog Vela Rubio zu ihrer Familie in Barcelona. Dort arbeitete sie in einer Lungenheilstätte weiterhin als Schneiderin. Vela Rubio und ihre gleichnamige Tochter zogen später in ein neues Grundstück in derselben Stadt und lebten dort zusammen für über 30 Jahre. 2005 zog Vela Rubio in ein Altenheim in Barcelona, in das später auch ihre Tochter einzog. Im Alter von 109 Jahren brach sich Vela Rubio den Oberschenkelknochen, weshalb sie operiert werden musste.
Das hohe Alter Vela Rubios wurde am 16. August 2012 von der Gerontology Research Group verifiziert. Mit dem Tod von Francisca García Torres am 25. Februar 2014 wurde sie zur ältesten lebenden Person in Spanien. Am 6. Juni 2016 brach sie auch den absoluten Altersrekord Spaniens, der zuvor von María Antonia Castro gehalten wurde. Nach dem Tod von Emma Morano am 15. April 2017 wurde Vela Rubio zur ältesten lebenden Person in Europa. Am 15. Dezember 2017 starb Ana Vela Rubio im Alter von 116 Jahren und 47 Tagen in Barcelona. Zuletzt galt Vela Rubio als weltweit drittälteste lebende Person. Nach ihrem Tod wurde Magdalena Oliver Gabarró zur ältesten lebenden Person in Spanien, während Giuseppina Projetto ihren Status als älteste lebende Person in Europa übernahm.